# ويليام فانس
ويليام فانس هو كاتب سيناريو بلجيكي، ولد في 8 سبتمبر 1935 في آندرلخت في بلجيكا، وتوفي في 14 مايو 2018 في سانتاندير في إسبانيا بسبب مرض باركنسون.

## وصلات خارجية
- ويليام فانس على موقع IMDb (الإنجليزية)
- ويليام فانس على موقع ألو سيني (الفرنسية)